# Nathan Cohen
Nathan Cohen (Christchurch, 2 januari 1986) is een Nieuw-Zeelands roeier. Cohen maakte zijn olympische debuut tijdens de  Olympische Zomerspelen 2008 samen met Robert Waddell werd hij vierde in de dubbel-twee. Cohen behaalde zijn grootste successen aan de zijde van Joseph Sullivan met het winnen van de wereldtitel in 2010 en 2011 en olympisch goud in 2012.

## Resultaten
- Wereldkampioenschappen roeien 2007 in München 6e in de dubbel-twee
- Olympische Zomerspelen 2008 in Peking 4e in de dubbel-twee
- Wereldkampioenschappen roeien 2009 in Poznań 4e in de dubbel-twee
- Wereldkampioenschappen roeien 2010 in Cambridge  in de dubbel-twee
- Wereldkampioenschappen roeien 2011 in Bled  in de dubbel-twee
- Olympische Zomerspelen 2012 in Londen  in de dubbel-twee
- Wereldkampioenschappen roeien 2013 in Chungju 14e in de dubbel-vier

1904: John Mulcahy & William Varley ·
1920: Paul Costello & John B. Kelly, Sr. ·
1924: Paul Costello & John B. Kelly, Sr. ·
1928: Paul Costello & Charles McIlvaine ·
1932: Kenneth Myers & Garrett Gilmore ·
1936: Jack Beresford & Leslie Southwood ·
1948: Richard Burnell & Bert Bushnell ·
1952: Tranquilo Cappozzo & Eduardo Guerrero ·
1956: Aleksandr Berkoetov & Joeri Tjoekalov ·
1960: Václav Kozák & Pavel Schmidt ·
1964: Oleg Tjoerin & Boris Doebrovsky ·
1968: Anatoli Sass & Aleksandr Timosjinin ·
1972: Aleksandr Timosjinin & Gennadi Korsjikov ·
1976: Frank Hansen & Alf Hansen ·
1980: Joachim Dreifke & Klaus Kröppelien ·
1984: Bradley Lewis & Paul Enquist ·
1988: Nico Rienks & Ronald Florijn ·
1992: Stephen Hawkins & Peter Antonie ·
1996: Agostino Abbagnale & Davide Tizzano ·
2000: Luka Špik & Iztok Čop ·
2004: Sébastien Vieilledent & Adrien Hardy ·
2008: David Crawshay & Scott Brennan ·
2012: Nathan Cohen & Joseph Sullivan  ·
2016: Martin Sinković & Valent Sinković ·
2020: Hugo Boucheron & Matthieu Androdias  ·
2024: Andrei Cornea & Marian Enache